# Hutchinsoniella macracantha
Hutchinsoniella macracantha is een strijkboutkreeftjessoort uit de familie van de Hutchinsoniellidae. De wetenschappelijke naam van de soort is voor het eerst geldig gepubliceerd in 1955 door Sanders.